# Вардарски фар
Вардарският фар (на гръцки: Φάρος Αξιού) е морски фар на гръцкото беломорско крайбрежие. Намира се в делтата на река Вардар (Аксиос), на западния бряг на Солунския залив, дем Делта в административна област Централна Македония.
Фарът се намира на островчето Кавура или Афродити във Вардарската делта, което през летния сезон става полуостров. Изграден е в 1960 година. Височината на кулата му е 8 m, а височината на фокусната равнина - 9 m. Фарът премигва два пъти на всеки 12 секунди бяло, червено или зелено в зависимост от посоката, от която се гледа. Тъй като районът е често мъглив има и радиомаяк. Фарът маркира най-тясната точка на Солунския залив между носовете Вардар и Голям Карабурун. До началото на 90-те години фаропазачите живеят във фара със семействата си, тъй като тогавашната технология изисква присъствие на човек. След като работата на фара става автоматизирана, редовното присъствие на фаропазач не е необходимо, в резултат на което пътят не се поддържа и достъпът вече е възможно само с лодка.
В залива има още два фара - Солунският в дъното и Карабурунският на източния бряг.